# Takamasa Anai
Takamasa Anai (jap. 穴井隆将 Anai Takamasa; ur. 5 sierpnia 1984 w Ōicie) - japoński judoka, mistrz i brązowy medalista mistrzostw świata.
Dotychczas na mistrzostwach Azji zdobył dwa medale: brąz w Taszkencie (2005) i złoto w Kuwejcie (2007).